# Orde van de Leeuw (Frankrijk)
De Orde van de Leeuw werd in 1080 door Engelram I van Coucy, andere bronnen noemen zijn zoon Engelram II van Coucy, gesticht als een ridderorde die het aandenken aan het door hem  doden van een gevaarlijke leeuw levend moest houden. Van de leeuw is overgeleverd dat hij een hele landstreek had geterroriseerd.

De Orde bleef, zoals dat in de middeleeuwen vaak voorkwam, niet lang bestaan. Na de dood van de stichter werd ook zijn Orde vergeten.
In 1378 stichtte diens nazaat Enguerrand VII een opvolger; de  Orde van de Kroon

Ackermann vermeldt beide orden als historische orden van Frankrijk.